# Calizna
Zasugerowano, aby ten artykuł podzielić na różne artykuły.
Calizna to: 

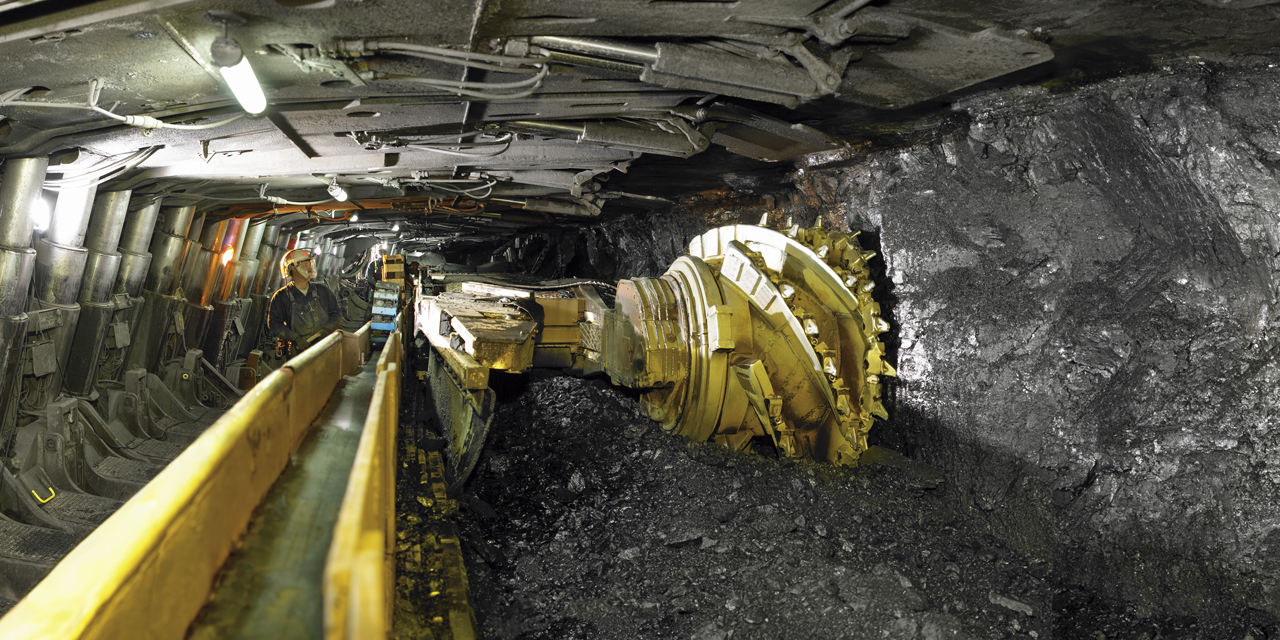
Calizna węglowa przed urabianiem

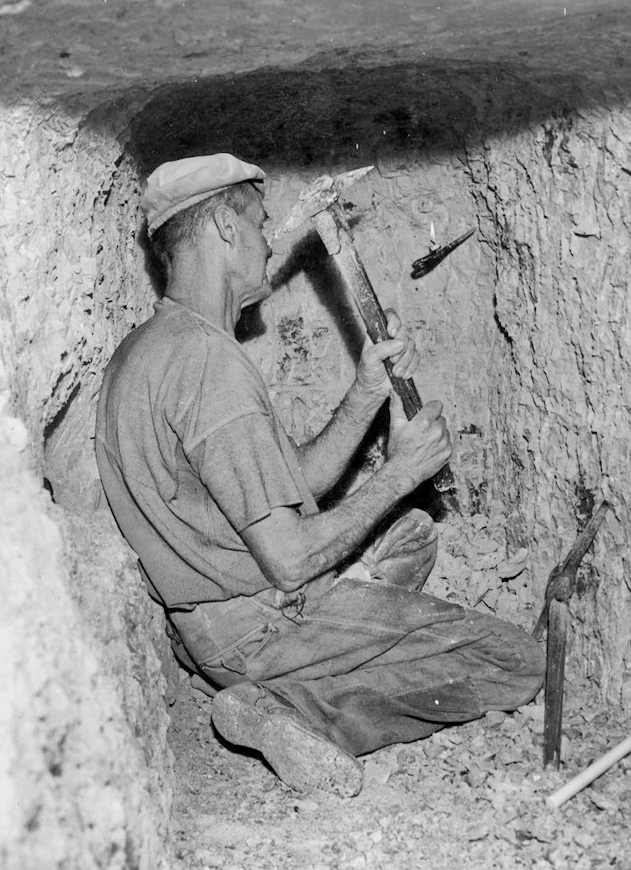
Górnik ręcznie urabiający caliznę

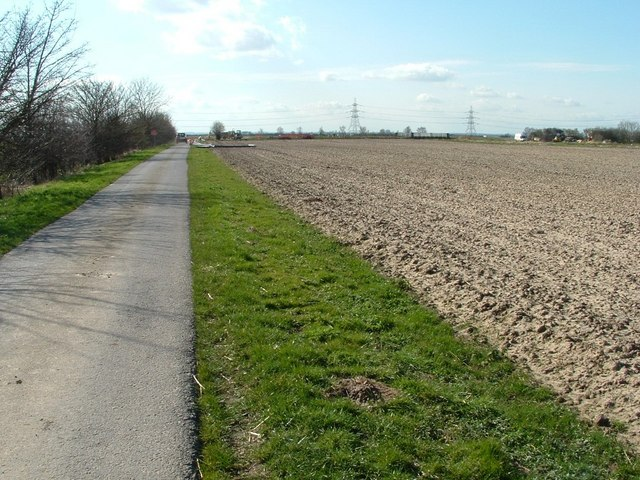
Porośnięty trawą pas calizny

1. zawartość pokładu jeszcze nienaruszona robotą górniczą[1]
2. niezaorana część pola malejącą wraz z orką[2]